# 施奈德鎮區 (內布拉斯加州水牛縣)
施奈德鎮區（英語：Schneider Township）是位於美國內布拉斯加州水牛縣的一個行政鎮區。

## 地方資料
施奈德鎮區的面積為92.76平方千米，當中陸地面積為92.75平方千米，而水域面積為0.00平方千米。根據2020年美國人口普查的數據，當地共有人口147人，而人口密度為每平方千米1.58人。